# Liberation (альбом)
Liberation — дебютный студийный полноформатный альбом норвежской блэк-метал-группы 1349, вышедший в 2003 году на лейбле Candlelight Records.

## Об альбоме
Liberation был записан в Gordon Studios в 2001 году.
В композиции «Pitch Black» имеются слова Говарда Лавкрафта: «The oldest and strongest emotion of man is fear and the oldest and strongest fear is fear of the unknown» (с англ. — «Страх — древнейшее и сильнейшее человеческое чувство, а древнейший и сильнейший страх — страх неизвестного»).
Композиция под названием «Buried By Time & Dust», идущая под номером 10, является кавер-версией одноимённой композиции норвежской группы Mayhem.

## Список композиций
1. Manifest — 4:03
2. I Breathe Spears — 4:24
3. Riders of the Apocalypse — 4:34
4. Deathmarch — 1:05 (инструментал)
5. Pitch Black — 3:19
6. Satanic Propaganda — 3:44
7. Legion — 4:56
8. Evil Oath — 3:48
9. Liberation — 5:22
10. Buried By Time & Dust (Mayhem cover) — 3:05

## Участники записи
- Archaon — гитара
- Frost — ударные
- Ravn — вокал
- Seidemann — бас
- Tjalve — гитара